# Ritenstrijd in Malabar
De Ritenstrijd in Malabar  was een conflict binnen de Rooms-Katholieke Kerk over de vraag of het bij de missie in het toenmalige India wel of niet geoorloofd was of tot het christendom bekeerden bepaalde gewoonten en gebruiken konden handhaven en voortzetten. Veel van die gebruiken en gewoonten waren gerelateerd aan onderscheid in sociale status en het kastenstelsel. Het conflict heet de ritenstrijd vanwege een vaak gehanteerde analogie met de ritenstrijd tijdens de missie van de jezuïeten in China.
De term ritenstrijd in Malabar kan verwarrend zijn. Het conflict speelde zich niet af in het zogenoemde kustgebied in het zuidwesten van India, maar in het zuidoosten van het land in de huidige deelstaat Tamil Nadu en vooral in de regio rondom Madurai en  de  Coromandelkust. De jezuïeten verdeelden hun missiegebieden in geografische eenheden die provincies werden genoemd. Het gebied van het conflict maakte deel uit van de provincie Malabar.

## Eerdere missieactiviteiten in het gebied
De  Coromandelkust werd onder meer bewoond door de Paravar, een groep die vooral werkzaam was als parelvissers. Zij vormden een van de laagste sub-kastes in dat deel van de Indiase samenleving. De Paravar werden aan het begin van de zestiende eeuw voortdurend bedreigd door Arabische vloten, gesteund door de Zamorin van Calicut. De Paravar zochten bescherming bij de Portugezen en zonden in 1533 een delegatie naar Goa, de hoofdstad van het Portugese imperium in het Verre Oosten.
Die bescherming werd toegezegd onder de voorwaarde, dat hun leidinggevenden zich onmiddellijk tot het christendom zouden bekeren en de rest van de Paravar zou motiveren hetzelfde te doen. De Portugezen zouden ook controle over de parelvisserij krijgen. Enkele maanden later zouden ongeveer 20.000 Paravar gedoopt zijn en in 1537 had de gehele gemeenschap Paravar zich christelijk verklaard. In 1538 vernietigden de Portugezen ook een Arabische vloot. De Paravar bleven overigens dezelfde religieuze gebruiken hanteren als voor hun bekering. Die bekering werd door de Paravar opgevat als onderdeel van een tactische overeenkomst om bescherming te krijgen en niet als een verklaring van religieuze overtuiging. In de periode 1541-1545 zou Franciscus Xaverius nog eens minimaal 15.000 bekeringen in het gebied gemaakt hebben. Vermoedelijk waren dat vrijwel alle herhalingen van een eerder verrichte doop.

## Roberto de Nobili

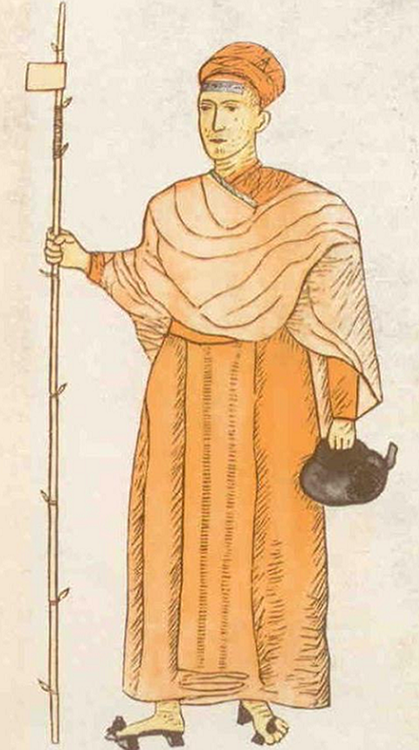
Roberto de Nobili rondom 1650 gekleed als sannyasa. Portret van Baltasar da Costa.

Het conflict heeft zijn aanvang in het ontwikkelen van een nieuwe missiestrategie door de Italiaanse jezuïet Roberto de Nobili (1577 1656). De Nobili was afkomstig uit een oude, invloedrijke, adellijke familie. Hij had op jeugdige leeftijd al de wens uitgesproken toe te treden tot de Sociëteit van Jezus en als missionaris uitgezonden te worden. Hij werd uitgezonden naar India en kwam in mei 1605 in Goa aan. Na korte tijd reisde hij naar Cochin, dat ook in handen was van de Portugezen. Drie maanden later vestigde hij zich in de missiepost van de jezuïeten in Madurai, in het zuidoosten van India en ongeveer 300 kilometer ten westen van de  Coromandelkust
In Madurai trof de Nobili een Portugese jezuïet, Gonçalo Fernandes, die eerst jaren aan de Coromandelkust onder de Paravar had gewerkt, maar vanaf 1595 een missiepost had in Madurai. Madurai was een totaal andere omgeving dan de kust met zijn frequente aanwezigheid van Portugese handelaren. Madurai was een onafhankelijk koninkrijk en een belangrijk cultureel en religieus centrum voor het hindoeïsme met veel tempels en uitingen van grote devotie aan de goden in het hindoeïstische pantheon. Er waren geen mensen in de stad die het risico wilden nemen hun sociale status te verliezen door een ander geloof te aanvaarden. Fernandes had in de tien jaar van zijn missie in Madurai ook geen enkele bekering weten te maken en richtte zich geheel op een groep Paravar die daarheen was gemigreerd. De hoogste kaste van de  brahmanen zag Fernandes als een   Parangue , aanvankelijk een term voor Portugezen in India en later voor Europeanen meer in het algemeen. Het had echter ook een meer xenofobe betekenis in de zin van een te verachten groep die bijvoorbeeld rundvlees at, leren schoeisel droeg, zelden een bad nam en vooral contact had met mensen uit ook de laagste kasten uit de samenleving.
De Nobili ontwikkelde een andere strategie. Met de instemming van zijn superieuren verliet hij Fernandes, zocht een andere huisvesting en adopteerde de levensstijl van een sannyasa, een asceet. Hij beheerste snel het Tamil, Sanskriet  en Teluga. De Nobili kleedde zich in de kleren van een heilig man en profileerde zich als een "christelijke brahmaan". Hij trachtte de aandacht te trekken van de hoogste klasse en kaste in de samenleving van Madurai. Zijn strategie was het prediken van een christendom dat aantrekkelijk zou zijn voor de elite door een zo groot mogelijke afstand te nemen van iedere mogelijke associatie van hem met de Portugezen en de door hen bekeerde christenen van de lagere kasten. Als zoon van een van de meest invloedrijke families van Italië achtte hij het ook terecht zich van Portugezen te distantiëren. Hij stelde dat zijn vorm van christendom een andere was dan dat van de Portugezen in Cochin en Goa.
Hij wist enige brahmanen inderdaad te bekeren. Hij stond hen ook toe om de uiterlijke tekenen van hun sociale status te behouden. De tilak, de stip van sandelhoutpasta op het voorhoofd, het drievoudige koord dat over de schouder werd gedragen en de specifieke lok haar op het achterhoofd. Hij moedigde een vorm van reiniging en wassing aan voor het aanhoren van de mis en wijzigde een deel van de religieuze terminologie, die door de jezuïeten in India werd gehanteerd. Die terminologie was afkomstig van de Thomaschristenen, een groep die al haast duizend jaar christelijk was voor de Europese kolonisatie.

## Het conflict
Het conflict begon toen de Nobili ook ieder publiek contact met andere jezuïeten verbrak. Fernandes schreef een vernietigend commentaar op de handelwijze van de Nobili en zond dat naar de provinciaal van de orde in India en kerkelijke autoriteiten in Cochin en Goa. Dat had een felle strijd tot gevolg. De Nobili verdedigde zijn strategie in tientallen brieven. Kernpunt was zijn opvatting, dat de kleding, de haarlok, de tilak, etc. slechts politieke symbolen of tekenen van een status waren en absoluut geen relatie hadden met het hindoeïstisch geloof. Een ander strijdpunt was de opvatting van Fernandes en zijn medestanders dat het kastenstelsel onlosmakelijk verbonden was met de hindoeïstische context, zodat het dragen van symbolen die onderdeel waren van dat kastenstelsel de instemming impliceerde met niet-christelijke opvattingen.
Het conflict had ook te maken met opvattingen in hoeverre een christelijke missie wel of niet verbonden diende te zijn met de culturele en politieke praktijk van de Portugese machthebbers.
De Nobili had echter ook een aantal invloedrijke medestanders in India, zoals de aartsbisschop van Cranganore. De aartsbisschop van Goa behoorde echter tot de felste tegenstanders. De bemoeienis van de aartsbisschoppen had  tot resultaat, dat de kwestie niet alleen meer binnen de orde van de jezuïeten kon worden afgehandeld. De aartsbisschop van Goa bracht de affaire ter kennis van Rome. De familie van Roberto de Nobili wendde zijn invloed aan bij paus Paulus V. Deze schreef uiteindelijk in 1617 een brief waarin hij afzag van een veroordeling van de strategie van De Nobili, maar tevens dat hij een nader onderzoek naar die strategie gewenst achtte.
De verantwoordelijkheid voor dat onderzoek kwam bij André Palmeiro te liggen, de pas benoemde  visitator  van de orde van de jezuïeten in de provincie Malabar. Een  visitator  was een inspecteur, die zelf niet direct betrokken was bij de missie, maar wel in of nabij het missiegebied resideerde. Hij oefende namens de generaal-overste van de orde toezicht uit op de kwaliteit van de missies, het gedrag van de missionarissen en de voortgang van resultaten van de missie. In 1619 vond onder zijn leiding een conferentie in Goa plaats. Palmeiro was aanvankelijk geneigd naar het standpunt van de tegenstanders van de Nobili. In de dagen voor de conferentie had Pereira een aantal gesprekken met de Nobili en begon hij meer positief over een aantal aspecten van zijn strategie te denken. Ook een van de twee inquisiteurs van de inquisitie in Goa sprak zich uit voor de strategie van de Nobili. Er volgde dan ook geen veroordeling van de Nobili.
In de herfst van 1619 reisde Palmeiro naar Madurai om de missie van de Nobili zelf te bezoeken. In zijn eindrapport aan de generaal-overste meldde hij, dat hij De Nobili op twee punten had berispt. De eerste was de afwijzing door de Nobili van de kerkelijke hiërarchie. De essentie was hier dat bekeerde brahmanen zich bewust moesten zijn dat zij toegetreden waren tot een kerk die ook Portugezen omvatte en die in India onder een Portugese kerkelijke autoriteit viel. Het tweede punt betrof de distantie met andere jezuïeten, die volgens Palmeira onaanvaardbaar was. Hij meldde verder geschokt te zijn door het zeer geringe aantal bekeringen dat de Nobili feitelijk had weten te maken. In het rapport schreef Palmeira echter verder, geen feitelijke belemmeringen te zien in het blijven dragen door bekeerden van uiterlijke symbolen van hun status en de levenswijze op zich van de Nobili.
In 1623 oordeelde paus Gregorius XV met de apostolische brief  Romanæ Sedis Antistes  dat de strategie van de Nobili toelaatbaar was. Het oordeel van de paus werd geaccepteerd, maar een deel van de kerkelijke autoriteiten in Portugees-India bleef de strategie afwijzen. Ook binnen de gemeenschap van de jezuïeten bleef de methode omstreden. Er waren echter ook jezuïeten, die zijn strategie gingen uitvoeren, zij het dat maar enkelen de ascetische leefwijze van de Nobili  volgden.

## De herleving van het conflict

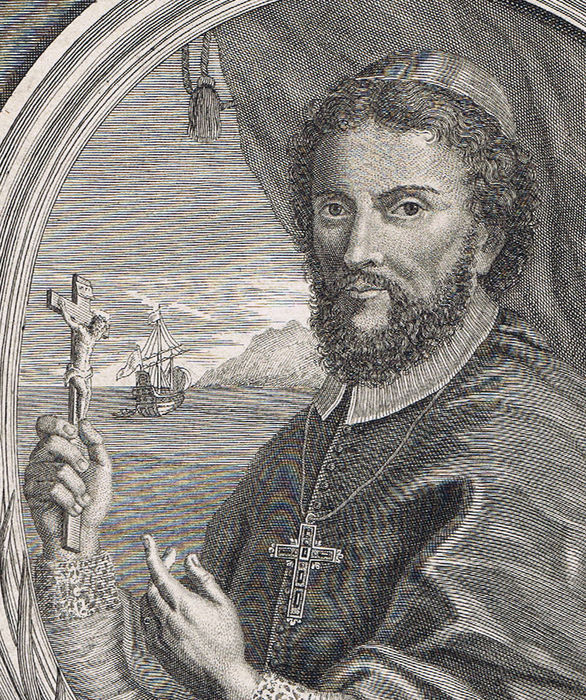
Charles Thomas Maillard de Tournon

Rond 1660 was ongeveer 90% van de priesters in het zuiden van India Portugees en ruim 70% van hen was jezuïet. Vanaf 1640 veroverde de  Vereenigde Oostindische Compagnie in een poging de Portugese positie in de specerijenhandel te breken een aanzienlijk aantal Portugese steunpunten in het zuiden van India. De Nederlanders wisten ook de controle te krijgen over de parelvisserij aan de Coromandelkust. Als concessie wisten de Paravar een overeenkomst van de VOC te krijgen, dat Portugese  jezuïeten redelijk ongehinderd de christelijke gemeenschappen konden blijven bezoeken. Dat was echter een uitzondering. In de overige door de VOC veroverde gebieden was sprake van een aanzienlijk verminderde aanwezigheid van de jezuïeten.
In 1673 kwam Pondicherry, eveneens aan de  Coromandelkust, in handen van de Franse Oost-Indische Compagnie. Het werd de hoofdstad van  Frans-Indië. Dat had een zekere instroom van capucijnen tot gevolg en de eerste Franse jezuïeten arriveerden daar in 1688. In 1699 nam de bisschop van Pondicherry het initiatief om de jezuïeten de taak te geven voor de missie onder de Hindoes en de capacijnen de taak voor de zielzorg voor de Europeanen. Het gevolg was een lijst van 36 vragen en kritiekpunten van de capucijnen over de missiestrategie van de jezuïeten, die ook naar Rome werd gezonden.
Paus Clemens XI benoemde in 1703  Charles-Thomas Maillard De Tournon tot pauselijk legaat met de opdracht een oplossing te forceren voor de ritenstrijd in China. Op de heenreis verbleef hij acht maanden in Pondicherry en kondigde bij aankomst aan ook hier een beslissing te willen nemen. Dat creëerde aanzienlijke oppositie. De Portugezen weigerden zijn autoriteit te erkennen en zagen zijn interventie als een inbreuk op de   padroado, de eerdere erkenning van pausen dat de missie in India onder auspiciën van de Portugese kroon viel. De aartsbisschop van Goa verklaarde dat Maillard De Tournon geen autoriteit had in India en zijn beslissingen niet te hoefden worden gehoorzaamd. Het Franse bestuur over Pondicherry verklaarde dat Maillard De Tournon geen enkele autoriteit kon hebben op Frans grondgebied.
Vrijwel alle historici beschrijven de toen pas tweeëndertig jaar oude Maillard De Tournon als een lompe, vaak schofferend optredende man, die zeer ondiplomatiek kon zijn. In 1706 zou Maillard De Tournon door de Chinese keizer Kangxi wegens ondiplomatiek gedrag tijdens gesprekken met hem verbannen worden naar Macau en overgedragen aan de Portugezen, die ook daar zijn autoriteit als pauselijk legaat niet erkenden. De Tournon werd door hen onder huisarrest geplaatst en overleed in Macau in 1710.
In Pondicherry was Maillard De Tournon enige maanden ziek, sprak vrijwel alleen met capucijnen en bezocht geen enkele missiepost van de jezuïeten. Drie dagen voor zijn vertrek naar China vaardigde hij het decreet  Inter graviores uit, dat een volledige veroordeling van de missiestrategie was, zoals ontwikkeld door Robert de Nobili. Het was een document waarin zestien geboden en verboden voor de missie werden benoemd. Bij de doop diende iedere vorm van de in Europa gangbare ceremonie te worden gevolgd en dienden alleen namen van Europese martelaren benoemd te worden. Het gebruik van zout en speeksel werd verplicht gesteld. In de religieuze terminologie moest er op worden toegezien dat de Indiase term exact dezelfde betekenis had als de Latijnse term. Er kwam een verbod op onder meer  het dragen van de  tali  , het Hindoe-teken van gehuwd zijn, het nemen van rituele baden, lezen van heidense literatuur door bekeerden en het weigeren van sacramenten aan vrouwen tijdens hun menstruatie.  Het belangrijkste was de verplichting aan priesters om iedere zieke ook publiek op hun sterfbed in hun eigen onderkomen te bezoeken. Het laatste hadden de jezuïeten altijd vermeden, aangezien dit zou betekenen dat zij in de ogen van de hogere kasten een daad van onreinheid zouden begaan.
Het decreet werd in voorlopige zin in 1706 aanvaard door paus Clemens XI. Het werd in 1727 bevestigd door Benedictus XIII en in 1734 en 1739 door Clemens XII. Het werd uiteindelijk in 1744 in de bul Omnium Sollicitudinum  van Benedictus XIV een finaal besluit. 
De machtspositie van de jezuïeten was toen al zodanig verzwakt, dat de enige oppositie tegen het besluit het gebod was om de ziekenzalving publiek in het onderkomen van een stervende toe te dienen. Een priester die dit deed bij een dalit of iemand van een lage kaste verloor iedere toegang tot een christen van de hoogste kasten. Tot aan de ontbinding van de orde in 1773 hadden de jezuïeten in delen van India dan ook een arbeidsverdeling waarin specifieke groepen jezuïeten zich alleen op de lagere dan wel hogere kasten richtten. Na het herstel van de orde in 1814 en de hervatting van de missieactiviteiten in India was de missiestrategie van de jezuïeten niet meer wezenlijk verschillend van de andere religieuze ordes. De pauselijke besluiten van de eerste helft achttiende eeuw hadden in India wel als consequentie dat het aantal christenen uit de hogere kasten aanzienlijk zou dalen.

## Geschiedschrijving
In veel Europese geschiedschrijving werden de tegenstanders van de strategie van de Nobili tot diep in de twintigste eeuw neergezet als reactionair, bekrompen en niet bereid zich voldoende te verdiepen in de culturele en religieuze achtergrond van dit deel van India. Geschiedschrijving eind twintigste, begin eenentwintigste eeuw heeft dat beeld genuanceerd. Er waren wel degelijk heel reële vragen en kritiekpunten bij de tegenstanders. Die handelden over de vraag wat de plaats van het christendom moest zijn tussen de vele andere vormen van religie in het zuiden van India.  Waren bekeerden in staat het uniek zijn van het christendom te herkennen en te ervaren als het zoveel symbolen en tekenen van het hindoeïsme zou overnemen? Tegenstanders wisten, ook via eveneens brahmanen, aan te tonen dat de door de Nobili aangebrachte scheiding tussen symbolen en tekenen voor het seculiere dan wel religieuze gebied op zijn minst hoogst discutabel was. Er waren in een vroeg stadium al grote twijfels bij de notie achter de strategie; het via het bekeren van de elite steeds grotere delen van het land en bevolking tot het christendom te brengen. De realiteit was, dat de Nobili en zijn medestanders zich wel op de elite van het gebied richtten, maar dat dit in termen van reële bekeringen er maar weinig waren.  Net als bij de missie van de jezuïeten in China die zich ook op elite richtte, was feitelijk een grote meerderheid van de bekeerden afkomstig uit de armste klassen.